# Mamma Mia (sång)
Mamma Mia är en sång inspelad av den svenska popgruppen Abba 1975 och utgiven på singelskiva och på musikalbumet Abba samma år. Sången skrevs av gruppmedlemmarna Benny Andersson och Björn Ulvaeus tillsammans med Stikkan Anderson.

## Historik
Inspelningen av sången påbörjades den 12 mars 1975 i Metronome studio i Stockholm och det var den sista sången som spelades in till det kommande musikalbumet Abba, vilket utgavs 21 april samma år.  
I Carl Magnus Palms bok ABBA - människorna och musiken berättade Benny Andersson: "Mamma Mia är en av de där typiska Abba-låtarna som inte riktigt håller att bara spelas på piano och gitarr. Den är alldeles för beroende av alla de där lösa infallen och obligatstämmorna och riffen och allt vad det var, som vi på något sätt lyckades organisera, och som var det som Abba gick ut på. I det här fallet stod det en marimba i studion, och givetvis måste jag ta reda på hur en sån låter."

### Medverkande musiker
Följande musiker medverkar på gruppens inspelning:
- Benny Andersson (klaviatur, marimba)
- Björn Ulvaeus, Finn Sjöberg, Janne Schaffer (gitarrer)
- Mike Watson (elbas)
- Roger Palm (trummor)
- Lars-Erik Rönn (oboe)
- Anders Dahl, Inge Lindstedt, Gunnar Michols, Sixten Strömvall, Harry Teike och Krzysztof Zdrzalka (violin)
- Niels Heie, Håkan Roos (viola)
- Kjell Bjurling och Olle Gustafsson (cello).

### Övrigt
1980 återvände gruppen till Mamma Mia, då man spelade in ny sång med text på spanska till albumet Gracias Por La Música.
1999 hade musikalen Mamma Mia! premiär och sången har framförts i samtliga föreställningar världen över sedan dess.  2008 filmatiserades musikalen och i filmen framförs sången av Meryl Streep. Hennes version gavs ut på skiva som en del i filmens soundtrack.

## Singeln
Gruppen och deras management hade ursprungligen inga planer på att släppa Mamma Mia som singel; från det nya albumet hade redan So Long och I Do, I Do, I Do, I Do, I Do släppts och SOS släpptes under sommaren 1975. Efter påtryckningar från gruppens australiska skivbolag RCA, som ville släppa sången som singel, gick man med på detta och utgav singeln i Australien i augusti 1975. Efter att singeln blivit en stor framgång där, släpptes den internationellt i september. Det blev den sista internationella singeln från albumet Abba. I Australien var B-sidan Hey, Hey Helen, medan singeln i de flesta andra länder hade den instrumentala kompositionen Intermezzo No. 1. I Storbritannien hade singeln Tropical Loveland som B-sida. Samtliga sånger togs från albumet Abba. Singeln blev etta i Storbritannien den 31 januari 1976, efter att den slagit ut Queens Bohemian Rhapsody från förstaplatsen. Det blev gruppens andra etta i Storbritannien efter Waterloo 1974. Singeln gavs inte ut i Sverige.

### Listplaceringar
Den mindre, upphöjda siffran avser antal veckor på förstaplatsen. 
| Lista (1975–1976)          | Topplacering |
| -------------------------- | ------------ |
| Australiska singellistan   | 110          |
| Tyska singellistan         | 1            |
| Irländska singellistan     | 15           |
| Schweiziska singellistan   | 12           |
| Brittiska singellistan     | 12           |
| Belgiska singellistan      | 2            |
| Nyzeeländska singellistan  | 2            |
| Norska singellistan        | 2            |
| Österrikiska singellistan  | 3            |
| Sydafrikanska singellistan | 5            |
| Nederländska singellistan  | 13           |
| Finländska singellistan    | 14           |
| Kanadensiska singellistan  | 20           |
| Zimbabwiska singellistan   | 20           |
| US Billboard Hot 100       | 32           |

## Coverversioner (urval)
- 1976 spelade den franska sångerskan Karen Cheryl in en version med fransk text och titeln Oh! Mama Mia.
- 1996 spelade den brittiska sångerskan Hazell Dean in en version av sången till sitt album The Winner Takes It All.
- 1999 spelade den svenska gruppen A-Teens (då Abba-teens) in en cover på Mamma Mia, som toppade singellistan i Sverige den 20 maj samma år.
- 2006 spelade den finska a cappellakören Rajaton in en version till deras album Rajaton Sings Abba With Lahti Symphony Orchestra.
- 2013 gjordes en cover på sången i TV-serien Glee; säsong fyra, episod sjutton.